# Pomniki Bismarcka

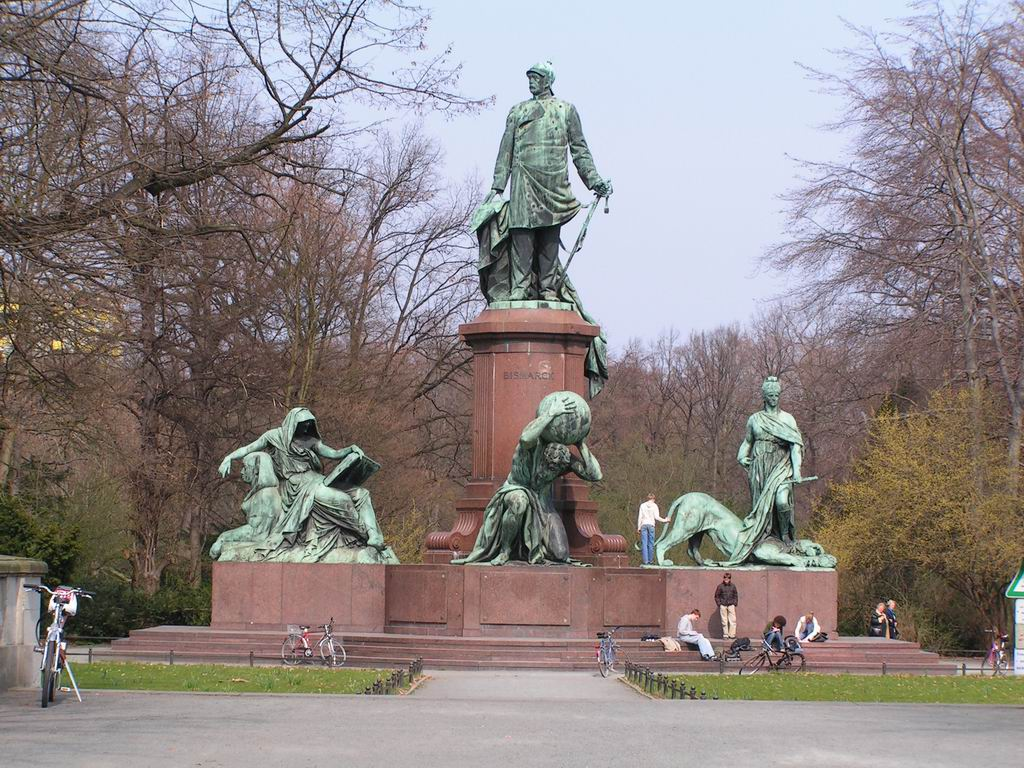
Pomnik Bismarcka w Berlinie

Pomniki Bismarcka (niem. Bismarckdenkmäler) – budowle upamiętniające Ottona von Bismarcka wznoszone w Niemczech i ich koloniach od 1868, m.in. wieże Bismarcka. Skromniejszą formą są reliefy przedstawiające kanclerza.
Na wschodzie kult kanclerza szerzyła Hakata. W II RP usunięto np. pomnik w Poznaniu, po II wojnie światowej pomniki na terenach przyłączonych do Polski Ludowej. W 2005 gmina Nakomiady odnowiła tablicę na głazie narzutowym, co wywołało protesty i nakaz jej usunięcia.

## Pomniki
- pomnik Bismarcka w Hamburgu
- nieistniejący pomnik Ottona von Bismarcka w Giszowcu
- nieistniejący pomnik Ottona von Bismarcka w Lwówku Śląskim
- nieistniejący pomnik Ottona von Bismarcka w Opolu
- nieistniejący pomnik Ottona von Bismarcka w Poznaniu